# 바위딱지목

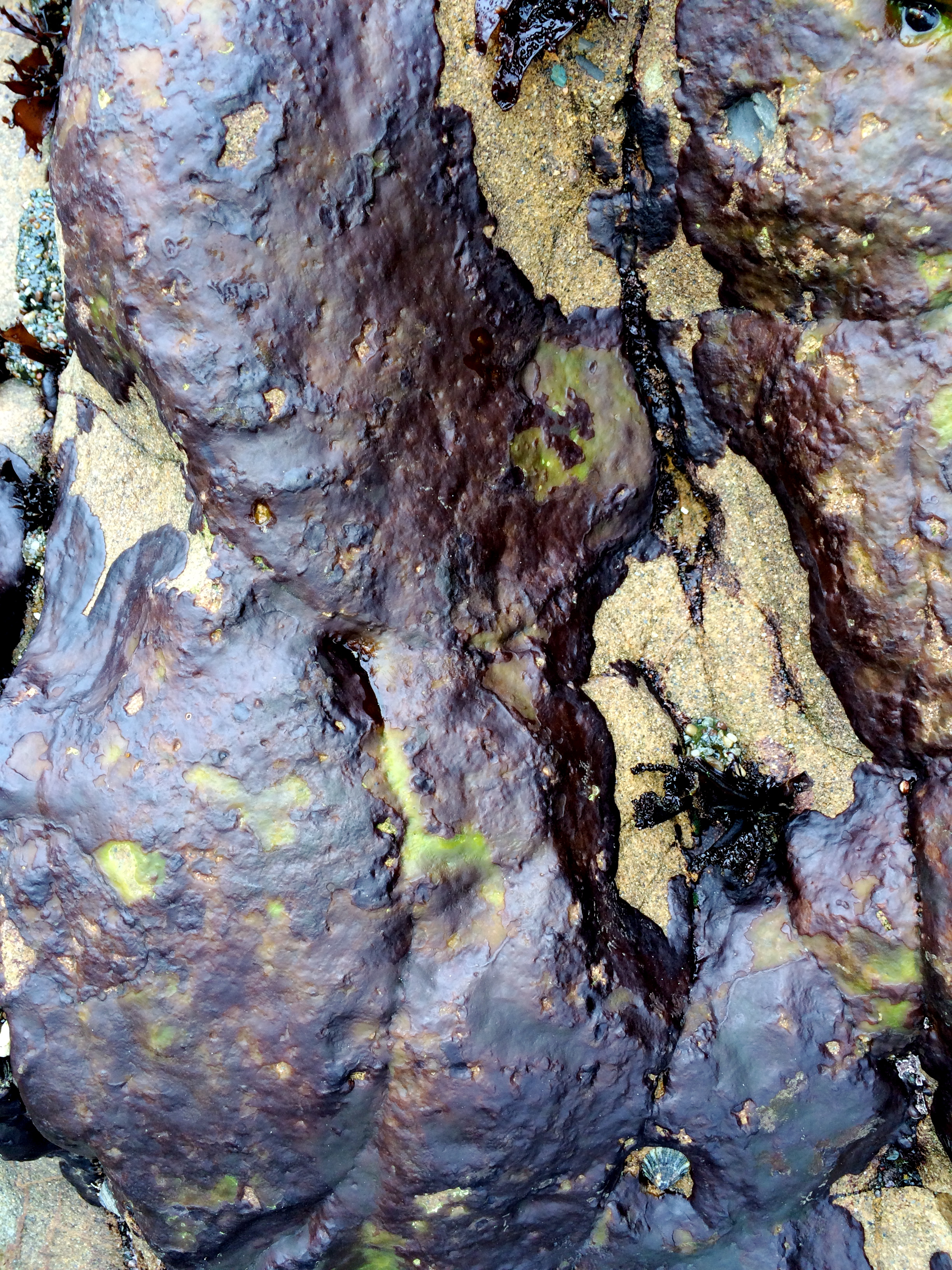
바위딱지목

바위딱지목(Ralfsiales)은 하위 종을 포함하고 있는 갈조류 속의 일종이다.
해산 갈조류로 엽체는 바위에 부착하고, 각상이며, 진한 갈색으로 직경 3~50mm, 두께 500μm이다. 표면은 매끈하거나, 약간의 돌기가 있으며, 가장자리는 원형 또는 불규칙적인 모양이거나, 동심원의 층을 이루기도 한다. 기저층은 방사상 사상체이고, 가근은 없으며, 약간 위로 융기된다. 직립지는 매우 밀착하고, 쉽게 분리되지 않는다. 세포는 불규칙적이고, 약 5~10μm이다. 갈조성 털은 뭉쳐나고, 기저층으로부터 발달한다. 연중 분포한다. 한반도 동·남해안에 서식하며 세계적으로 온대역에 널리 분포한다.

## 하위 분류
- Mesosporaceae
- Neoralfsiaceae
- Ralfsiaceae